# Eileen Collins
Eileen Marie Collins (Elmira, 19 de novembro de 1956) é uma ex-astronauta e coronel da Força Aérea dos Estados Unidos, veterana de quatro missões espaciais e a primeira mulher a ser piloto e comandante de um ônibus espacial.

## Biografia
Eillen graduou-se pela Universidade de Syracuse em 1978, entrando para o curso de treinamento de pilotos força aérea no ano seguinte, tornando-se instrutora de vôo até 1982, nos aviões T-38 usados pela NASA. Nos três anos seguintes, foi comandante e piloto dos gigantescos aviões cargueiros C-141 Starlifter, com o qual participou da invasão da ilha de Granada em 1983, no governo Ronald Reagan, ajudando a retirar da ilha estudantes americanos de medicina e suas famílias.
Após um mestrado na Universidade de Stanford em 1986, ela passou o resto da década ensinando matemática e sendo instrutora de voo na Academia da Força Aérea, até ser selecionada para o programa de treinamento de astronautas da NASA em 1990, acumulando mais de seis mil horas de vôo em trinta tipos diferentes de aeronaves.

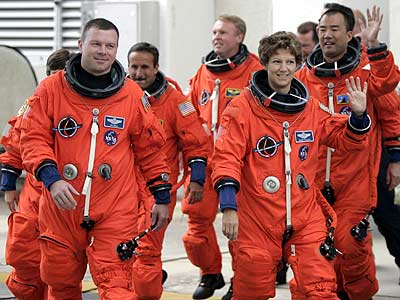
A comandante Eileen Collins e a tripulação da Discovery STS-114 a caminho do lançamento.

O primeiro voo ao espaço de Eileen Collins foi em 1995, como piloto da nave Discovery, missão STS-63, e fez uma acoplagem em órbita com a estação russa Mir. Collins realizou esta viagem grávida de dois meses, o que era desconhecido tanto para ela quanto para a NASA. Após o conhecimento do fato, a NASA passou a exigir testes de gravidez de todas as suas astronautas antes de serem designadas para uma missão espacial. Dois anos depois, ela foi novamente ao espaço como piloto da missão STS-84, na nave Atlantis.
Em julho de 1999 tornou-se a primeira mulher a comandar um ônibus espacial, subindo ao espaço a bordo do Columbia, para colocar em órbita o Observatório de raios-X Chandra. Esta foi a penúltima missão completa da nave Columbia, que se desintegraria na reentrada da atmosfera três anos e meio depois, matando todos os seus ocupantes.
Sua quarta e última viagem espacial  se deu entre julho e agosto de 2005, no retorno ao espaço da flotilha de ônibus espaciais após o desastre da Columbia, quando comandou a missão STS-114 da nave Discovery, que testou melhoramentos no sistema de segurança do ônibus espacial e reabasteceu as equipes a bordo da Estação Espacial Internacional. Nesta missão, Collins tornou-se a primeira astronauta a fazer o ônibus espacial realizar um giro de 360º no espaço sobre si mesmo, manobra necessária para que o pessoal a bordo da ISS pudesse fotografar toda a parte inferior da Discovery, certificando-se de que não havia nenhum dano capaz de causar problemas durante a próxima reentrada na atmosfera.
Condecorada com a Legião de Honra pelo governo da França e com a Medalha Expedicionária das Forças Armadas por seus serviços como piloto de transporte durante a invasão de Granada, Collins se aposentou da NASA em maio de 2006 para trabalhar na iniciativa privada e passar mais tempo ao lado da família, o marido - também piloto, com quem é casada desde 1988 - e um casal de filhos.